# ロリンザー
ロリンザー（lorinser）はドイツ南西部のヴィネンデンに本社を構えるチューニングカーメーカーである。

## 概要
事業内容としては自動車部品の製造販売とコンプリートカーと呼ばれる完成車の販売が主となっている。設立の経緯からメルセデス・ベンツとの関連が深く、コンプリートカーについてはメルセデス車が多数を占めている。近年はレクサス車のチューニングについても取り扱いを行っている。
自動車部品の主な製品としてはアルミホイール、エアロパーツ、吸排気系部品、サスペンション、シート等のインテリアパーツなどがある。ドイツ本社では前述の事業のほかに、コンプリートカー制作で培ったノウハウを生かしたクラシックカーをフルレストアする部門も設立している。
世界42ヶ国で展開を行っており、その中でもヨーロッパ、アメリカ合衆国、日本のほか中国、ロシア、ウクライナ、アラブ首長国連邦、クウェート、サウジアラビアが主要な地域として挙げられる。
日本においてはロリンザージャパンが正規輸入・販売を行っている。

## 歴史

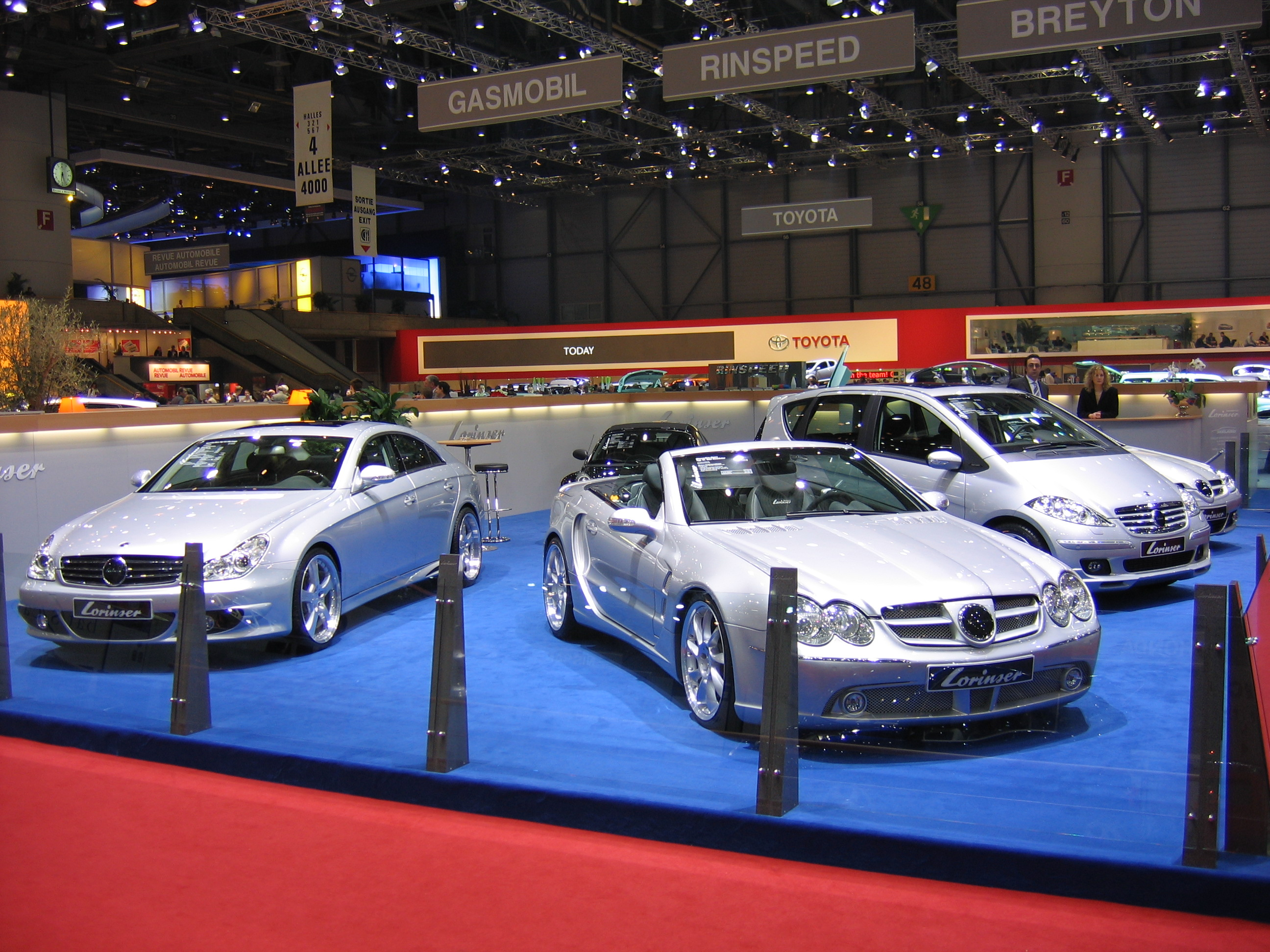
ロリンザーのコンプリートカー

ロリンザーの起源は1930年に遡る。3月1日に当時の自動車マイスターであったアーウィン・ロリンザー（Erwin Lorinser）はドイツ南西部のヴァイブリンゲンに自動車修理工場を設立し、後にダイムラー・ベンツAG公式の「乗用車と商用車の販売代理店」となり、ワークショップとサービスジエンサービスを引き継いだ。
1974年にアーウィンは安定した成長を続ける会社の第一線を退き、息子のマンフレッド・ロリンザー（Manfred Lorinser）に社長の座を譲る。
1976年にヴィネンデンに支社を開設し、乗用車・商用車の販売のほか車のチューニングを専門とする「スポーツサービス・ロリンザー」の営業を開始した。スポーツサービス・ロリンザーは当初チューニングエンジンの製造を行っていたが、70年代半ばから自動車のドレスアップ用の外装パーツ・エアロパーツの販売を開始した。1981年にスポーツサービス・ロリンザーは独立し、現在の形となった。
2006年にはマルクス・ロリンザー（Marcus Lorinser）が社長に就任した。